# Nemoria sarukhani
Nemoria sarukhani là một loài bướm đêm trong họ Geometridae.